# Giovanni Battista Naldini

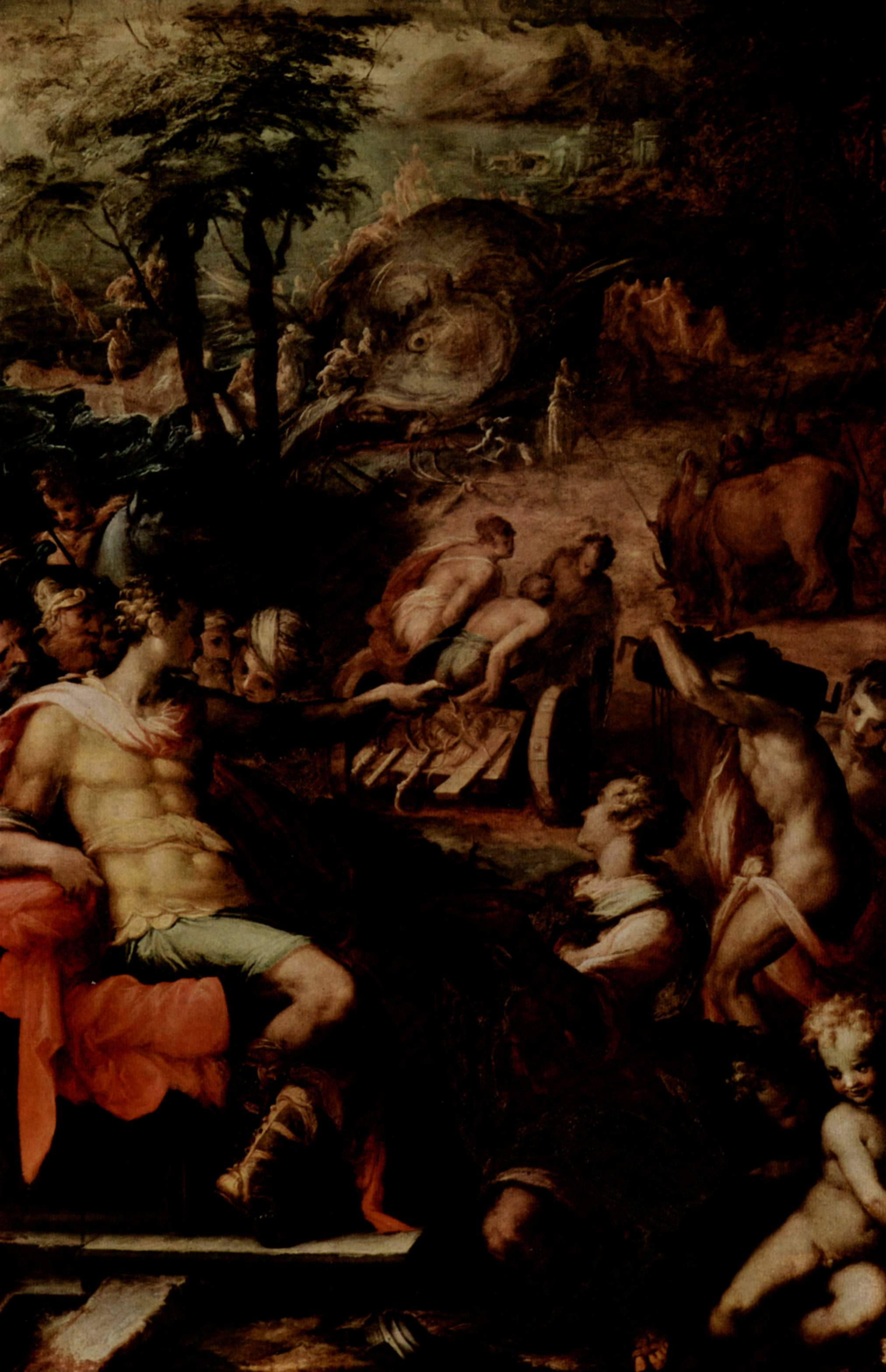
Recogida del ámbar, Studiolo de Francisco I, Palazzo Vecchio, Florencia.

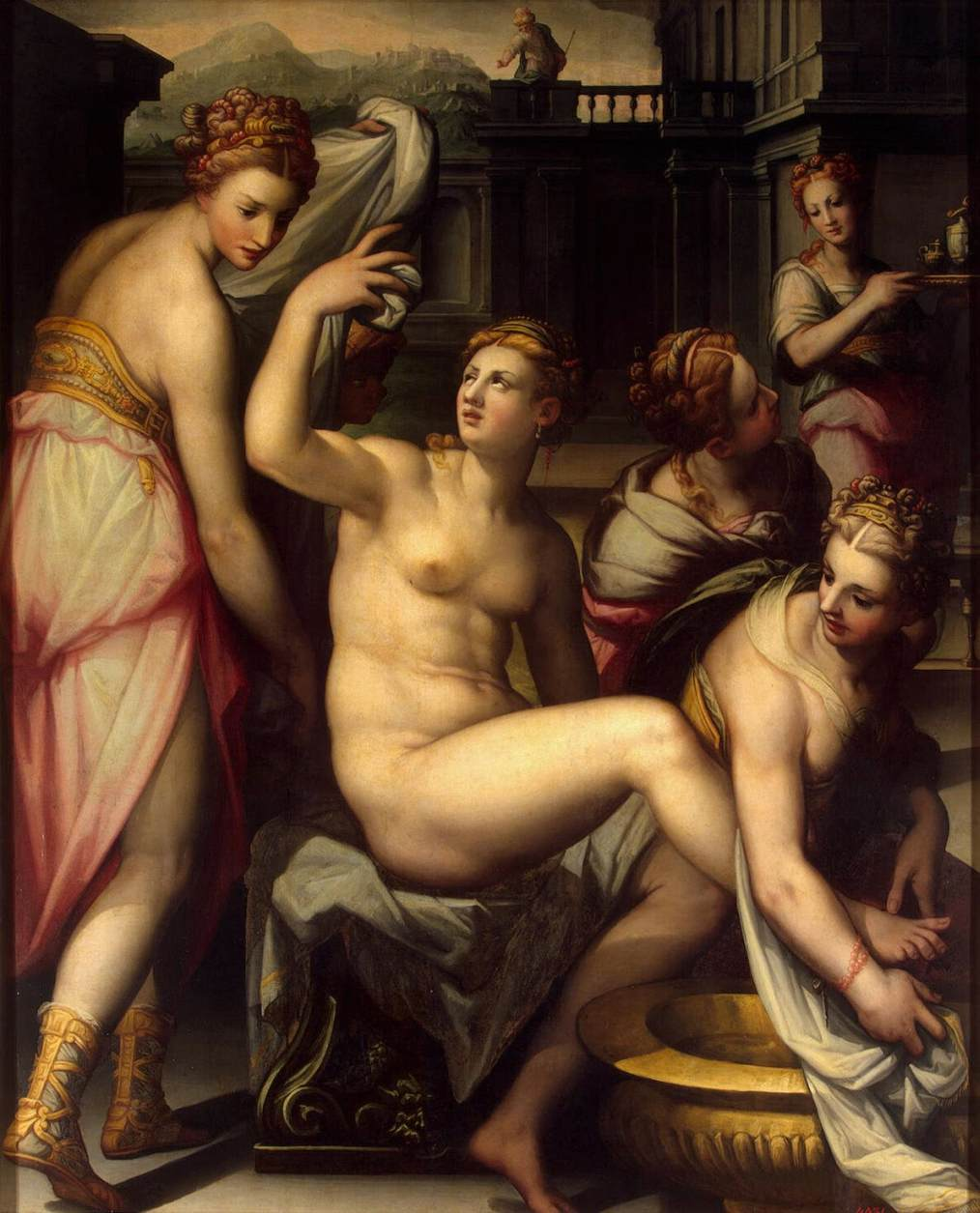
Betsabé en el baño, Museo del Hermitage.

Giovanni Battista Naldini (Fiesole, 1535-Florencia, 18 de febrero de 1591) fue un pintor italiano del manierismo tardío en Florencia.

## Biografía
Durante su periodo de aprendizaje (1549-1557) estuvo en el estudio de Jacopo da Pontormo, de quien fue el heredero artístico. Marchó a Roma durante unos meses en 1560 y fue llamado a Florencia hacia 1562 para trabajar a las órdenes de Giorgio Vasari en el Studiolo de Francisco I en el Palazzo Vecchio, en el que trabajó en labores menores durante cuatro años y más tarde, en 1570, en la pintura de dos de las piezas más logradas del conjunto: La alegoría del sueño y La recolección del ámbar.
Proporcionó las piezas del altar de la Iglesia de Santa Maria Novella y de la Basílica de Santa Cruz de Florencia. Pintó el retablo de la Vocación de San Mateo en la Capilla Salviati de la Iglesia y convento de San Marco, donde trabajó con Francesco Morandini. Siguió los postulados manieristas imperantes, representados por artistas como Vasari, Agnolo Bronzino o Alessandro Allori, pero añadiendo una mayor expresividad en las figuras y un colorido más intenso que el de estos maestros. Como su maestro Pontormo, fue un fiel seguidor del estilo de Andrea del Sarto. Entre sus discípulos se encuentran Francesco Curradi, Valerio Marucelli y Domenico Passignano.

## Obras destacadas
- Betsabé en el baño (Museo del Hermitage, San Petersburgo)
- Vocación de San Mateo (Capilla Salviati, San Marco, Florencia)
- Cristo llevando la Cruz (1566, Santa Maria Assunta, Florencia)
- Alegoría del sueño (1570, Studiolo de Francisco I, Palazzo Vecchio, Florencia)
- Recogida del ámbar (1570, Studiolo de Francisco I, Palazzo Vecchio, Florencia)
- Lamentación sobre Cristo muerto (1572-73, colección particular)